# Convention régionale de développement de l'emploi par l'économie
La CoRDEE (Convention Régionale de Développement de l'Emploi par l'Économie) regroupe l'ensemble des aides en faveur de l'investissement matériel et immatériel, de la création, de la reprise d'entreprise, du conseil, de l'emploi.
Cette aide s'adresse aux entreprises de production ou de services à la production. 

## Objectifs
La CORDEE est une aide régionale, ce qui signifie que ses objectifs ont une dimension régionale, à savoir : 
- Favoriser l'emploi
- Inciter les PME à investir ou à innover
- Faciliter l'accès au conseil
- Favoriser la création / reprise d'entreprises
- Encourager l'Eco-développement

À ce titre, la Région accompagne les entreprises dans leur développement via cette aide directe aux PME.

## Modalités de l'Aide

### Bénéficiaires
Les entreprises de production ou de services à la production (donc nen sont pas prises en compte les entreprises de services au particulier car elles ne contribuent pas à la production) : 
- qui sont implantées dans la Région où elles demandent les aides CORDEE ou qui s'y installent,
- qui répondent à la définition européenne de la PME (voir article sur les PME),
- qui appartiennent aux filières agro-alimentaire, éco-industrie, transport, imprimerie, graphisme, emballage, vallée des images (imprimerie, graphisme...), santé prévention, cuir, chaussure, bois...

### Opérations Éligibles
L'entreprise peut être accompagnée par la CORDEE pour des : 
- Projets de recrutements : CDI, recrutement de cadres sur des fonctions nouvelles...,
- Projets d'investissement : Investissements matériels et immatériels de production,
- Projets innovants ou d'éco-développement : Investissements matériels et immatériels nécessaires à la mise ne œuvre d'une démarche d'éco-développement,
- Projets globaux d'implantation, de structuration ou de redéploiement.

### Montant
L'aide est sous forme d'avance remboursable, à taux nul, chirographaire et/ou subvention.
Le montant de l'aide est déterminé selon le projet (voir pour plus d'information le site de la Région concernée).